# إدموند غرينجر
إدموند غرينجر (بالإنجليزية: Edmund Grainger)‏ هو منتج أفلام أمريكي، ولد في 1 أكتوبر 1906 في نيويورك في الولايات المتحدة، وتوفي في 6 يوليو 1981 في بيفرلي هيلز في الولايات المتحدة.

## وصلات خارجية
- إدموند غرينجر على موقع IMDb (الإنجليزية)
- إدموند غرينجر على موقع ألو سيني (الفرنسية)
- إدموند غرينجر على موقع أول موفي (الإنجليزية)
- إدموند غرينجر على موقع قاعدة بيانات الأفلام السويدية (السويدية)
- إدموند غرينجر على موقع قاعدة بيانات الفيلم (الإنجليزية)
- إدموند غرينجر على موقع كينوبويسك (الروسية)